# 卒業M
『卒業M』（そつぎょうえむ）は、有栖川ケイ原作による少女漫画及び、その他メディアミックス作品群の総称。略称は『卒M』。

## 概要
全寮制男子校の誠龍高校を舞台とした学園もの。
元々はギャルゲー『卒業』の男子高校生バージョンのゲームを作るために立ち上げられたプロジェクトで、ゲームを作る事を最終目標として様々なメディアミックス展開がされた。
卒業MのMとは「male」の事で、そのまま「男性版卒業」という意味である。
全寮制の男子校という舞台設定や、若干匂わせる描写が含まれる為ボーイズラブ作品と分類される事もあるが、前述のとおり女性（＝プレイヤー）を恋愛対象とする事が目的のため、基本的には普通の友情物語である。尚、作中では女性キャラクターに想いを寄せる描写やCD等ではデートや電話をしているといったシチュエーションで女性に対して愛を語りかけるものもある。
メインキャラクター5人の事をまとめて「M」と呼ぶ。尚、キャラクターの苗字がザ・ドリフターズと一緒だという事は突っ込まないのがお約束である。元々の『卒業』に登場するメインキャラクター達も同じ苗字であり、ネタ元の人物に因んだキャラクターの造形についても『卒業』を踏襲している。ただし『卒業 〜Graduation〜』に登場するヒロイン5人組との絡みなどは無く、各ヒロインとの血縁関係なども一切無い。
連載途中で出版社が変わるというアクシデントがあり、杉崎ゆきるが作画を担当した『卒業M』（月刊Asuka／角川書店）と、西臣匡子が担当した『卒業M+Plus』（別冊少女コミック／小学館）が存在する。それによって主なサブタイトルが、『M』は「僕たち」、『M+』以降は「オレ達」と基本的に区別されている（全てがこの限りではない）。この内、杉崎ゆきる時代の『卒業M』はオフィシャル的にもその存在を抹消され（出版社変更となった原因の為と推測される）、現在関係各社どこにもその記録が残されていない。
それぞれノベルス版も存在し、『M』はこたにみやが、『M+』は有栖川ケイが担当している（挿し絵は漫画と同じ）。
目標だったゲームも発売されたが、当初の予定から変更され恋愛アドベンチャーゲームとなり、『卒業』と同じような育成シミュレーションゲームは製作されなかった。
漫画、小説、ドラマCD、OVA、キャラクターグッズ、ゲーム等の他に、メインキャラクター5人の担当声優によるユニット『E.M.U』（えむ）も結成され、CDのリリースやライブ等の音楽活動も行われた。

## 主な登場人物
メインキャラクターの5人で組んでいるロックバンド（初期設定。こたに版小説のみ継承）の担当楽器も記す。
新井 透吾（あらい とうご）
声：緑川光
ベース
誕生日 11月27日 / 身長 179cm / 体重 63kg / 血液型 AB型
遅刻、欠席、早退、門限破り、不純異性交遊の常習犯で、前髪のメッシュにピアスという外見から周囲からは「不良」と呼ばれている問題児だが、成績は優秀で、何だかんだ言いつつも困っている人を放っておけない性格や華やかな雰囲気でその人望は厚い。料理が得意。
加藤 勇祐（かとう ゆうすけ）
声：石川英郎
ドラムス
誕生日 8月1日 / 身長 186cm / 体重 77kg / 血液型 O型
五感が野生動物並みのスポーツ万能少年。視力は右4.5左4.5。頭を使う事が苦手で、考えるよりまず行動するタイプ。バスケットに意欲を注いでおり、バスケ部では部長も務める。何も考えていなさそうで、実は周囲に気を使っている一面もある。
志村 未希麿（しむら みきまろ）
声：阪口大助
キーボード
誕生日 10月12日 / 身長 166cm / 体重 52kg / 血液型 O型
高校生に見えない幼い外見がコンプレックスで、カッコイイ新井に憧れている。勉強も運動も苦手だが、明るく朗らかな性格から誰からも好かれ、校内きっての情報通としても知られる。手先が器用でゲームが得意。
高城 紫門（たかぎ しもん）
声：置鮎龍太郎
リードギター
誕生日 2月5日 / 身長 181cm / 体重 64kg / 血液型 A型
イギリス人と日本人のハーフ。ナルシストで気難しい性格だが、モデルをこなすほどの美しい容貌で優雅な立ち居振る舞いから、女性だけでなく男性からの人気も高い。通常は2人1部屋の学生寮を、転校生だった為1人で使用している。不潔アレルギー。
中本 翔（なかもと しょう）
声：林延年
サイドギター
誕生日 7月9日 / 身長 172cm / 体重 52kg / 血液型 B型
頭脳明晰、品行方正で誠龍高校始まって以来の秀才と言われている優等生。人と接する事が苦手で、周囲からは冷たい人間と見られがちだが、ネコ好きの優しい性格。厳格な医者の家庭の一人息子で父親の後を継ぐ事を望まれているが、本人は獣医師になりたいと思っている。
草薙 瑞穂（くさなぎ みずほ）
声：草尾毅
誠龍高校生徒会会長。誠龍高校の生徒会長であり続ける事に全ての情熱を注ぎ、留年を続ける変わり者。実家は資産家で、学校の敷地内にホワイトハウスを模した『草薙パレス』を造り、寮ではなくそこに住んでいる。とにかく美しい物が好きで、新井と高城を生徒会に入れたいと思っている。
杉田 龍之介（すぎた りゅうのすけ）
声：太田真一郎
生徒会長秘書で常に草薙に付き従っているが、普通の常識人。草薙の傍若無人の振る舞いにいつも頭を悩まされている。草薙に付き合って留年を続けていると思われていたが、後に実は卒業していた事が判明。草薙コンツェルンの社員として草薙瑞穂の秘書という役職についているようである。
川添 遥（かわぞえ はるか）
声：塩沢兼人
誠龍高校のOB。草薙、杉田とは同級生で、在学中は生徒会副会長と写真部の部長を務めていた。その頃新井も写真部に在籍しており、その関係は過去に何かあった事を窺わせる。強気な性格の自信家で独占欲が強い。

## 漫画
連載ではあったが、基本的に各巻（話）の物語自体に直接の繋がりは無い読み切り形式であり、短編集の形となる。
- 卒業M 第1巻 僕たちの方程式（こたえ）
- 卒業M 第2巻 僕たちの放課後（じかん）
- 卒業M 第3巻 僕たちの鼓動（リズム）
- 卒業M 第4巻 僕らの未知数（ひみつ）
- 卒業M 第5巻 僕たちの友情（きずな）
- 卒業M＋Plus 第1巻
- 卒業M＋Plus 第2巻
- 卒業M＋Plus 第3巻
- 卒業M＋Plus 第4巻

## ノベルス
「卒業M」ではMはバンドを組んでいるという初期設定を唯一残している。その設定から、新井以外の4人は名字ではなく名前を呼び捨てで呼び合っており、その点で著者（こたに）のオリジナル色が強いといえる。
- 卒業M 第1巻 学園狂騒曲
- 卒業M 第2巻 僕たちのWEEKEND PRESS
- 卒業M 第3巻 友情戦線異状アリ!?
- 卒業M 第4巻 僕たちのPARADISE DAY
- 卒業M 第5巻 ラブ・スクランブル
- 卒業M＋Plus 第1巻 オレ達の課外授業
- 卒業M＋Plus 第2巻 オレ達のプライベートタイム
- 卒業M＋Plus 第3巻 オレ達のハプニング
- 卒業M＋Plus 第4巻 オレ達の軌跡
- 卒業M＋Plus 第5巻 オレ達の昨日・今日・明日
- 卒業M＋Plus 第6巻 オレ達の危険な夏
- 卒業M＋Plus 第7巻 オレ達の選択
- 卒業M＋Plus 第8巻 オレ達の卒業

## ドラマCD
- 卒業Mクロスワールド ドラマコレクション『卒業M』
- M（おれたち）にまかせろ!
  - 『生徒会長の華麗なる野望』
  - 『思い出はダイヤモンド』
  - 『ANNIVERSARY-オレ達の記念日』
  - 『若さのディティール』
- Mッテ最高!
  - 『もう一度ラビリンス』
  - 『ファンタジー・遠き旅立ち』
- 卒業M＋
  - 『日常的イリュージョン』
  - 『デイリーアルバイター』
- ファイナルドラマCD『MALEGRADUATION PLUS』
- 『MALEGRADUATION PLUS SPECIAL BOX』
- 『卒業ＭボイスメッセージCD』
  - 『新井透吾』
  - 『加藤勇祐』
  - 『志村未希麿』
  - 『高城紫門』
  - 『中本翔』

## OVA

### MVP E.M.U music video
杉崎ゆきるのイラストがベースのミュージッククリップ集。イラストの他、実写映像、アニメで構成されている。

#### 収録曲
- 『Teenageはパラダイス』
- 『僕たちの方程式 ～rule～』
- 『噂のRock☆Star』
- 『R&R Beethoven』
- 『勇／OTOKOGI』
- 『僕だって男だぞ』
- 『少年A to Z』
- 『翼なき世代』
- 『Girl ～涙が虹に変わるまで～』

#### 出演
- 新井透吾：緑川光
- 加藤勇祐：石川英郎
- 志村未希麿：阪口大助
- 高城紫門：置鮎龍太郎
- 中本翔：林延年

#### スタッフ
- 原作・脚本：有栖川ケイ
- 原案：ヘッドルーム
- 製作：渡辺繁
- キャラクター原案・イラスト：杉崎ゆきる
- アニメパート監督：新房昭之
- アニメーションキャラクターデザイン：大橋誉志光
- 企画：今野達則・直井秀樹
- 構成：かんのちずこ・加藤公嗣
- プロデューサー：桑園裕子
- アニメーション制作：マーカス
- 実写制作：青二プロダクション
- 協力：日本コロムビア・角川書店『ASUKA』編集部
- 制作：バンダイビジュアル

### 卒業M〜オレ達のカーニバル〜
文化祭の準備が進む誠龍高校。創立50周年を迎えたこの年、生徒会長はMの5人を主役にした出し物を企画する。

#### 声の出演
- 新井透吾：緑川光
- 加藤勇祐：石川英郎
- 志村未希麿：阪口大助
- 高城紫門：置鮎龍太郎
- 中本翔：林延年
- 草薙瑞穂：草尾毅
- 杉田龍之介：太田真一郎
- 蒼稜葵：野島健児
- 御影小路霞：森川智之
- 鴬谷雪之丞：三木眞一郎

#### スタッフ
- 原作・脚本：有栖川ケイ
- キャラクター原案：西臣匡子
- エグゼクティブプロデューサー：前山寛邦
- プロデューサー：熊田和生
- 監督・演出・絵コンテ：亀垣一
- キャラクターデザイン・作画監督：本橋秀之
- 色彩設定：坂井憲興
- 美術監督：飯島由樹子
- 撮影監督：安原吉晃
- 編集：松村正宏・伊東東平
- 音楽：落合洋
- 音楽監督：渡辺淳
- 音響制作：現
- 音楽プロデューサー：直井秀樹
- 録音：丸山光義
- 録音スタジオ：GEN
- 効果：スワラプロダクション
- 制作担当：渡辺秀信
- アニメーション制作：アートランド
- 製作：日本コロムビア

#### 主題歌
- 『ハートは高気圧』

挿入歌
- 『友達をつくろう』
- 『THRILL』
- 『Last Dunk〜最後の1秒に賭けろ!〜』
- 『王子様になりたい』
- 『Melody-go-round』
- 『恋愛小説』

## ゲーム

### 卒業M～生徒会長の華麗なる陰謀～
いわゆる乙女ゲームである。1998年にプレイステーションで発売され、当時としてはかなり珍しかったフルボイスが売り。
プレイヤーは登場人物の1人である杉田龍之介の妹という設定で、突然かかってきた怪しい電話を最後に行方不明になった兄を捜して誠龍高校へ行き、そこで出会ったM達と一緒に捜索していくアドベンチャーゲーム。主人公の顔グラフィック、ボイス、デフォルトネームは無い。（設定上苗字は固定）
全6章で構成されており、ゲームパートは1～5章。6章は告白パートとなっている。個別ルートは無く、各章ごとにパートナーとして5人の中から1人を選び、一緒に行動する事によって恋愛指数（親密度）を上げていく。章ごとに指数の上がりやすいキャラが存在し、上手く進めれば6章で5人全員から同時に告白されることも可能。1人の告白が終わると「ちょっと待った!」とキャラクターが次々にやってきて、結果目の前にずらりと並んだキャラの中から告白を受ける人を選ぶというこのシステムは、特定のキャラのルートを進めていき最終的に結ばれるといったゲームが多数を占める中かなり斬新奇抜と言える。
生徒会長とのEDも用意されているが、こちらは誰からの告白も断った場合のEDでバッド扱いとなる。
また、名前入力の際に「一月七日」と入力することによって、全てのスチルの閲覧や、サウンドトラックを聞くことが出来るようになる裏技がある。

## ラジオ
卒業クロスワールド
PMC放送より1995年4月から6月まで放送されていたラジオドラマ。
ミッドナイト☆あすかちゃんねる 『M（おれたち）にまかせろ!』
TBSラジオより1996年10月から1997年3月まで放送されていた。
ミッドナイト☆あすかちゃんねる 『M・DAY』
TBSラジオより1997年4月から9月まで放送されていた。
Mッテ最高!
TBSラジオより1997年10月から1998年3月まで放送されていた。
卒業M+真夜中の…?
ニッポン放送より1998年7月から9月まで放送されていた。
誠龍Secret Association
TBSラジオより1999年4月から1999年9月まで放送されていた。